# بولي ميثيل ميثاكريلات

الوحدة الكيميائية المتكررة في بنية متعدد ميثيل الميثأكريلات

بولي ميثيل ميثاكريلات  (اختصاراً PMMA) هو نوع من أنواع بوليمرات اللدائن الحرارية المتميز بشفافيته المرتفعة، لذلك يطلق عليه أيضاً اسم زجاج الأكريل أو زجاج البلكسي (بلكسي غلاس)، حيث أن الأخير هو أول اسم تجاري طرح فيه بالسوق سنة 1933؛ كما توجد عدة أسماء تجارية له.
تتألف وحدة التكرار في هذا البوليمر من ميثيل ميثاكريلات، حيث تتم عملية البلمرة وفق أسلوب البلمرة الجذرية.

## الأسماء التجارية للبولي ميثيل ميثاكريلات
من أكثر الأسماء التجارية المشهورة لمادة بولي ميثيل ميثاكريلات هو أكريليك  أو بلاستيك أكريليك أو زجاج اكريليك ويعرف أيضا بلكسي غلاس  ، ويسمى أيضا بالإنجليزية (، PMMA ، Plexiglas ، Perspex ، Acrylite ، Altuglas ، R-Cast ، Polycast ، Lucite Plazcryl)